# ジペプチド

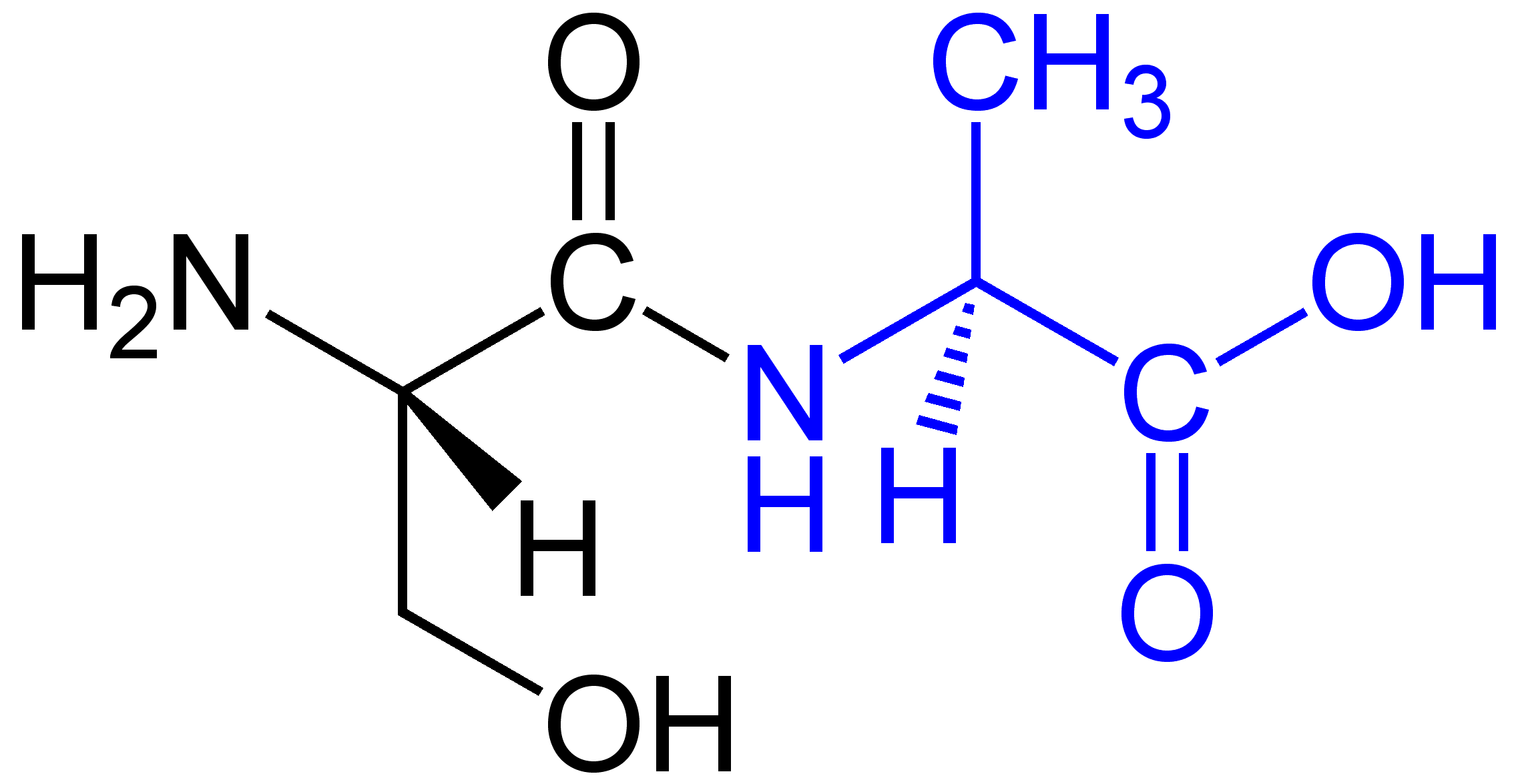
ジペプチド

ジペプチド（Dipeptide）とは、2つのアミノ酸が1つのペプチド結合で結合した分子のことである。
ジペプチドは加水分解酵素であるジペプチジルペプチダーゼによってポリペプチドから作られる。これはジペプチドとアミノ酸が別々のメカニズムで吸収されるからである。食べ物のタンパク質はジペプチドとアミノ酸へ消化され、ジペプチドはアミノ酸より早く吸収される。また、ジペプチドはガストリンを分泌する胃のG細胞を活性化する。

## ジペプチドの例
- カルノシン（β-アラニル-L-ヒスチジン）- 脳組織と筋肉に高濃度で存在。
- アンセリン（β-アラニル-N-メチルヒスチジン）- 哺乳動物の脳、骨格筋に存在。
- ホモアンセリン（N-(4-アミノブチリル)-L-ヒスチジン）- 哺乳動物の脳、筋肉に存在。
- キョートルフィン（L-チロシル-L-アルギニン）- 脳において痛みを抑制する神経伝達物質。
- バレニン（β-アラニル-Nτ-メチルヒスチジン）- 哺乳類を含めたいくつかの種で確認されている。
- アスパルテーム（N-L-α-アスパルチル-L-フェニルアラニン 1-メチルエステル）- 人工甘味料。
- グロリン（N-プロピオニル-γ-L-グルタミル-L-オルニチン-δ-ラクエチルエステル）- Polysphondylium violaceumのジペプチド。
- バレチン（シクロ-[(6-ブロモ-8-エン-トリプトファン)-アルギニン]）- 海綿Geodia barrettiの環状ペプチド。
- シュードプロリン